# Femeie cu umbrelă de soare - Doamna Monet și fiul ei
Femeie cu o umbrelă de soare - Doamna Monet și fiul ei, uneori cunoscută sub numele de Plimbare este o pictură în ulei pe pânză din 1875 a pictorului francez Claude Monet. Lucrarea impresionistă îi înfățișează pe soția sa Camille Monet și pe fiul lor, Jean Monet, în perioada cuprinsă între 1871 și 1877, în timp ce locuiau în Argenteuil, capturând un moment din timpul unei plimbări într-o zi vânturoasă de vară.

## Istorie
Pictura a fost una dintre cele 18 lucrări ale lui Monet expuse la a doua expoziție impresionistă din aprilie 1876, la galeria lui Paul Durand-Ruel. Zece ani mai târziu, Monet a revenit la un subiect similar, pictând o pereche de scene cu fiica celei de-a doua soții a lui, Suzanne Monet în 1886 cu o umbrelă de soare într-o pajiște din Giverny; acestea se află în Musée d'Orsay. John Singer Sargent a văzut pictura la expoziție în 1876 și mai târziu a fost inspirat să creeze o pictură similară, Două fete cu umbrele de soare la Fladbury, în 1889.